# Westdeutsche Allgemeine Zeitung

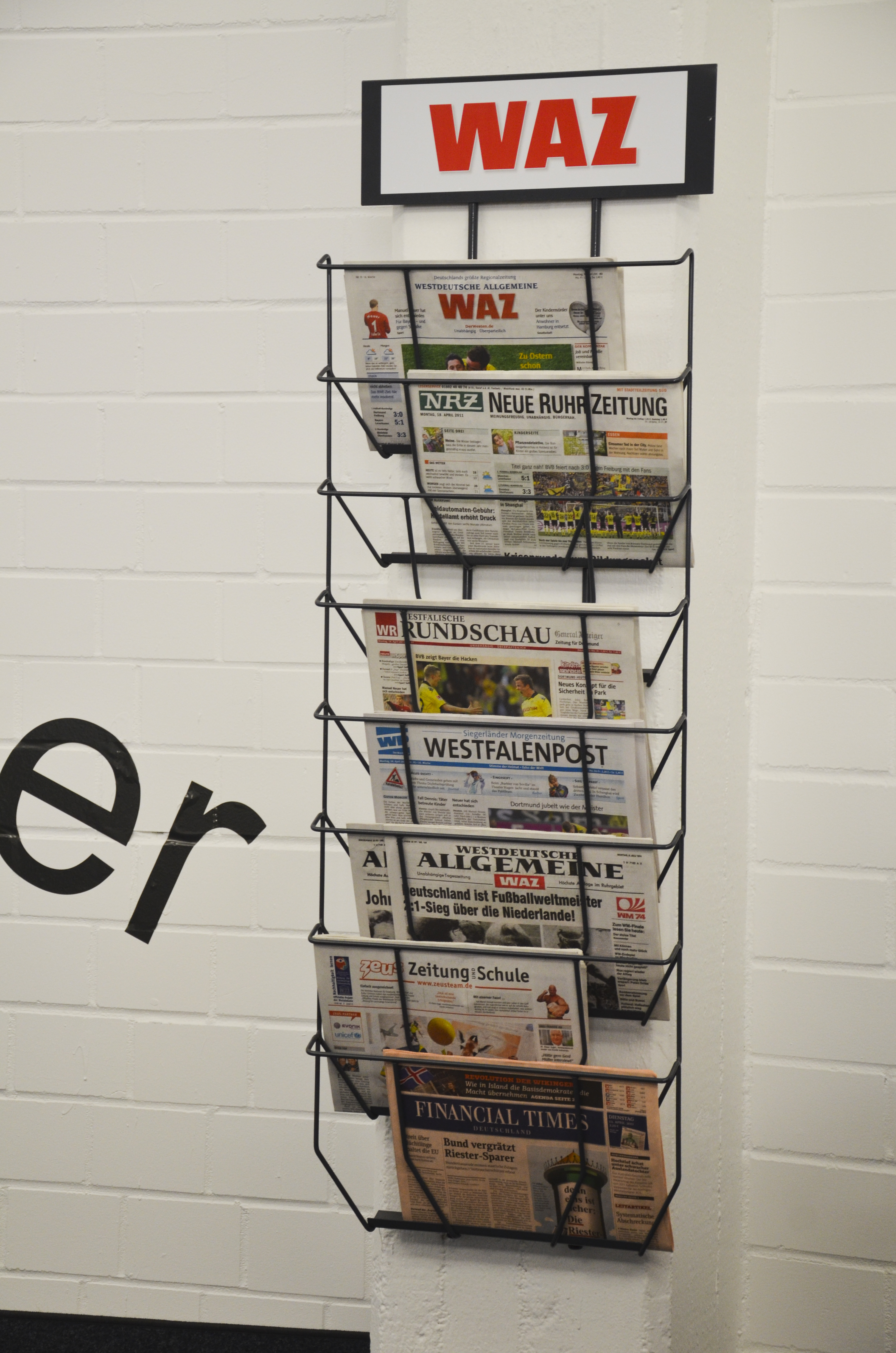
WAZ och andra dagstidningar från koncernen vid tryckeriet.

Westdeutsche Allgemeine Zeitung, förkortat WAZ, är en regionaltidning för Ruhrområdet i västra Tyskland och är Tysklands största dagstidning med huvudsakligen regional inriktning. Huvudredaktionen ligger i Essen, men tidningen utkommer även i sammanlagt 28 lokalutgåvor med 23 lokalredaktioner. Tidningen utkommer med sexdagarsutgivning måndag–lördag. I juli 2009 hade tidningen en såld tryckt upplaga på 397 145 exemplar, som i likhet med andra dagstidningar dock visat en starkt sjunkande tendens på senare år.
Tidningen grundades 1948 med Erich Brost och Jakob Funke som första utgivare. Tidningen ägs av mediekoncernen Funke Mediengruppe, tidigare WAZ Mediengruppe, där familjen Funke idag är huvudägare. Chefredaktör är sedan juli 2014 Andreas Tyrock, som då efterträdde Ulrich Reitz.